# Автоприбор
«Автоприбор» — крупнейший российский производитель электрооборудования и приборов для отечественных автомобилей, автобусов, тракторов, комбайнов, мотоциклов и т. д. «Автоприбор» является поставщиком продукции для всех автозаводов России и СНГ.

## История
В соответствии с постановлением ВСНХ от 1931 года во Владимире должно было быть развёрнуто производство контрольно-измерительных приборов для советской автотракторной промышленности. Решение построить во Владимире приборный завод объяснялось его географическим положением между Москвой, Ярославлем, Горьким, где размещались первые советские автомобильные заводы.
В течение 1903-х годов номенклатура производимых на заводе автоприборов увеличивалась, что позволило закрыть потребность в необходимости поставок приборов такого типа из-за границы.
Завод разместился в одном из корпусов владимирской красильной фабрики «Правда». Завод «Автоприбор» был пущен в строй 1 мая 1932 года. «Автоприбор» стал первым предприятием на территории СССР по конструированию и производству автомобильных приборов. Постепенно заводом был освоен выпуск масляных манометров, спидометров, стеклоочистителей и показатели уровня топлива.
Во II квартале 2015 года из 102 клиентов:
- ОАО «ГАЗ» — доля поставки продукции 12,9 %. С данным предприятием налажены долгосрочные партнерские отношения.
- ООО «ПАЗ» — доля поставки продукции 1,5 %.
- ОАО "АЗ «Урал» — доля поставки продукции 1,8 %.
- ОАО «УАЗ» — доля поставки продукции на этот завод составляет 3,8 %.
- ПАО «КАМАЗ» — доля поставки продукции 4,2 %.
- АО «ДжиЭм-АВТОВАЗ» — доля поставки продукции 6,0 %.
- ООО «Вистеон Автоприбор Электроникс» — доля поставки продукции 2,2 %.[3]

В 2014 году среднесписочная численность работников составила 1427 чел., средняя заработная плата — 19761 руб.
В 2018 году на базе завода было образовано ООО «Научно-производственный комплекс «Автоприбор» (НПК АВТОПРИБОР).
В августе 2021 года было вынесено определение о завершении конкурсной процедуры банкротства ОАО «Завод “Автоприбор”».
В 2020-х годах начался новый этап развития предприятия: широкомасштабная модернизация, внедрение инновационных технологий, выпуск новых видов продукции (каркасные, бескаркасные и гибридные щетки стеклоочистителя, моторедукторы, электродвигатели и др.).
Весной 2024 года в состав НПК АВТОПРИБОР вошли две производственные площадки в Тольятти по выпуску автокомпонентов: завод климатических систем (ЗКС) и завод силовых агрегатов (ЗСА).
По состоянию на начало 2025 года заводы НПК АВТОПРИБОР работают во Владимире и Тольятти. Компания поставляет продукцию лидерам российского автопрома: АвтоВАЗ, ГАЗ, УАЗ, КАМАЗ, ПАЗ, АЗ УРАЛ и др.
Весной 2025 года АвтоВАЗ официально приступил к серийному выпуску новой перспективной модели - LADA Iskra. Она стала моделью семейства LADA с максимальной концентрацией продукции НПК АВТОПРИБОР: это комплект сцепления и одномассовый маховик (для моделей с МКПП или вариатором), стартер, генератор, модуль HVAC, радиатор охлаждения двигателя, вентилятор радиатора, конденсор, щетки стеклоочистителя с приводом для лобового и заднего стекол, моторедуктор для системы стеклоочистки лобового стекла и др.
Летом 2025 года на площадке Петербургского международного экономического форума (ПМЭФ) было подписано соглашение между НПК АВТОПРИБОР и Фондом развития промышленности (ФРП) о предоставлении льготного займа в размере 930 млн рублей на производство электромоторов ABS/ESP и моторов вентилятора охлаждения двигателя. Производственные мощности разместятся на действующей площадке компании в г. Владимире, где выпускаются электродвигатели для вентилятора отопителя и моторедукторы для системы стеклоочистки. Общие инвестиции в проект составят 1,2 млрд рублей.

Примечания
1. ↑  admin. Завод «Автоприбор» (Владимир, советское время) | Владимир: с XIX в. до наших дней (23 октября 2014). Дата обращения: 16 июня 2024. Архивировано 16 июня 2024 года.
2. ↑  ИСК. Заводу «Автоприбор» - 90 лет. Владимирская областная научная библиотека (26 апреля 2022). Дата обращения: 16 июня 2024. Архивировано 16 июня 2024 года.
3. ↑  Ежеквартальный отчет за 2 квартал 2015 года (недоступная ссылка)
4. ↑  годовой отчёт открытого акционерного общества "Завод «Автоприбор» за 2014 год (недоступная ссылка)
5. ↑  Банкротство бывшего завода «Автоприбор» завершено. Долги предприятия почти на 2 миллиарда рублей остались не уплаченными, но признаны погашенными. zebra-tv.ru. Дата обращения: 19 июля 2022. Архивировано 10 августа 2021 года.
6. ↑  Как в России делают щётки стеклоочистителей. quto.ru. Дата обращения: 17 января 2025.
7. ↑  АвтоВАЗ и НПК АВТОПРИБОР: 55 лет сотрудничества – от «копейки» до «Искры». Современное машиностроение (19 мая 2025).
8. ↑  ФРП предоставит почти 1 млрд рублей на производство электродвигателей для ABS, ESP и систем охлаждения двигателя. Фонд развития промышленности.